# Martha Dodd
Martha Eccles Dodd (8 octobre 1908-10 août 1990) est une écrivaine et espionne américaine. Avec son mari, ils ont espionné pour le compte de l'URSS aux dépens des États-Unis à partir de la Seconde Guerre mondiale jusqu'à l'apogée de la guerre froide. Dodd habite à Berlin au début du Troisième Reich (1933-1937) avec son père, William Edward Dodd, alors ambassadeur des États-Unis en Allemagne. Témoin direct des violences du parti nazi, elle s'implique progressivement dans les mouvements de gauche.

## Biographie
Martha Dodd est née à Ashland en Virginie. Elle étudie à l'Université de Chicago puis à Washington et Paris. Elle occupe pendant une courte période le poste de rédacteur littéraire adjoint pour le Chicago Tribune.
Elle suit sa famille à Berlin lorsque son père prend le poste d'ambassadeur des États-Unis en 1933. Elle est d'abord séduite par l'idéologie nazie. Plus tard, elle rapporte qu'elle « était fortement investie dans le mouvement général » et qu'elle admirait la « ferveur et l'admiration du peuple et des chômeurs pour Hitler ». Elle se fait de nombreux amis dans les hautes sphères et Ernst Hanfstaengl, un assistant d'Hitler qu'elle fréquente parfois dans l'intimité, tente de la rapprocher d'Hitler. Dodd trouve Hitler « particulièrement doux et modeste », mais leurs relations s'arrêtent là. À Berlin, elle connait de nombreuses aventures, dont celle avec Ernst Udet, un officier de la Luftwaffe ainsi que celle avec le diplomate français Armand Bérard (plus tard représentant permanent à l'ONU pour la France.),. On compte aussi une brève aventure avec Thomas Wolfe et Carl Sandburg. Parmi ses futures conquêtes, on retrouve encore le prix Nobel Max Delbrück ainsi que le premier directeur de la Gestapo, Rudolf Diels.
Après la Nuit des Longs Couteaux et le massacre de la Sturmabteilung par les forces paramilitaires, Dodd change d'avis sur les nazis. Dans son entourage, certaines personnes commencent à solliciter l’aide des Américains. En parallèle, la famille Dodd réalise qu’elle est sur écoute et que ses serviteurs l’espionnent. Dodd, selon sa mère, « était dans un état de nerfs proche de l’hystérie et sujette à de terribles cauchemars ». En mars 1934, sur ordre du NKVD, l’agent de renseignement Boris Winogradov (sous couverture diplomatique à Berlin en tant qu’attaché de presse) recrute Martha Dodd, son amante d’alors. Leur relation se poursuit après le départ de Dodd de Berlin. En 1936, ils soumettent leur souhait de se marier à Joseph Staline,. Martha Dodd accepte d’espionner pour le compte de l’Union soviétique. Peu après, d’autres officiers traitants remplacent Winogradov. Dodd se retrouve à travailler avec eux, avec l’espoir de retrouver Winogradov. (Winogradow est exécuté en 1938 pendant les Grandes Purges.) Dodd informe les soviets des opérations secrètes menées à l’ambassade et au sein des affaires du département d’État et fournit au département d’État les informations que son père lui a rapportées. Elle entretient une relation sentimentale avec Louis-Ferdinand de Prusse, le petit fils du dernier roi de Prusse, qui lui sert pendant quelque temps de couverture. Anticipant le départ de son père du poste qu’il occupe jusqu’alors à Berlin, elle s’enquiert auprès des soviets du poste d’ambassadeur auquel ils le destinent. Elle s’adresse aux dirigeants du NKVD : « si mon père a la moindre chance d’y parvenir, je le convaincrai de présenter sa candidature ». Après le départ des Dodd en décembre 1937, Iskhak Akhmerov, un des représentants du NKVD à New York, administre les missions d’espionnage de Dodd.
Pendant l’été 1938, alors qu’elle habite avec le réalisateur Sidney Kaufman depuis quelques mois, elle se marie avec le millionnaire new-yorkais Alfred Stern. Riche de ses placements boursiers, sa fortune s’agrandit après son divorce avec la fille du grand patron de Sears, Julius Rosenwald. Selon Dodd, Stern est prêt à investir 50 000 $ dans le parti démocratique afin de lui assurer la fonction d’ambassadeur. Mais les soviets ne lui font qu’à moitié confiance. On dit d’elle qu’elle est « une femme talentueuse, intelligente et éduquée, mais qu’elle manque de discipline ». D’autres disent d’elle qu’ « elle se considère comme une communiste et [qu’elle] s’identifie au discours du parti alors qu’elle n’est en réalité qu’une de ces Américaines aux mœurs légères, une femme décadente prête à coucher avec n’importe quel bel homme ». Le 5 février 1942, elle écrit à ses contacts soviétiques pour les avertir de l’aide que son mari pourrait leur apporter. Dodd informe son mari de leur réponse positive et rapporte son enthousiasme : « Il était prêt à s’investir sans plus attendre. Il était persuadé que son réseau pourrait lui être utile dans un tel travail ». Stern monte une maison de disques qui servira à camoufler les échanges entre les États-Unis et l’Union soviétique,. Dodd et Stern ne s’avèrent malgré tout pas très efficaces aux yeux des sovietiques, qui considèrent qu’ils ne font guère plus que respecter leur contrat et recommander certaines personnes au poste d’agent. Martha Dodd, en tant que membre du réseau d’espionnage des Sobles et sous le nom de code de Liza, propose que Jane Foster infiltre l’OSS.
En 1939, Dodd publie un mémoire sur ses années passées à Berlin : Through Embassy Eyes. Elle y fait le récit de ses voyages en Union soviétique, en en faisant un éloge démesuré. Elle publie également le livre de son père, assisté de son frère pour la rédaction, Ambassador Dodd's Diary, 1933-1938.
En 1945, son roman Sowing the Wind décrit l’état de faiblesse morale des Allemands sous Hitler. L’œuvre ne « rencontre pas l’estime des critiques, »  mais sa traduction connaît un immense succès dans le secteur russe de Berlin en 1949.
Le FBI surveille Dodd depuis 1948. Les relations entre Dodd et Stern et le NKGB, le successeur du NKVD, s’éteignent en 1949. En 1945, Dodd publie The Searching Light, un plaidoyer pour la liberté académique. Elle y raconte l’histoire d’un professeur qu’on force à prêter serment de loyauté. En juillet 1956, cités à comparaître pour plusieurs cas d’espionnage, Dodd et son mari fuient les États-Unis pour Prague en passant par le Mexique avec leur fils de neuf ans,. Plus tard, ils se font refuser la citoyenneté soviétique. En 1957, Boris Morros, un espion soviétique devenu informateur pour le compte du FBI, voit sa couverture tomber au sein du réseau d’espionnage des Sobles et révèle l’implication de Dodd et Stern en tant qu’agents de l'Est. Les Soviétiques les autorisent désormais à immigrer à Moscou, leur permettant ainsi d’échapper à l’inculpation d’espionnage tout juste prononcée par une cour américaine.
Un document du KGB daté d’octobre 1975 mentionne que les Stern ont résidé à Cuba de 1963 à 1970. En 1970, las de la vie en Union soviétique, ils tentent de négocier leur retour aux États-Unis avec l’aide de leur avocat, sans grand succès. Le KGB prend alors les négociations en main. Puisque les opérations d’espionnage des Stern sont révolues et qu’elles ont été dévoilées par Morros, ils obtiennent finalement l’accord.
En 1979, le département de la Justice des États-Unis abandonne les charges retenues contre Dodd et son mari par rapport au dossier Soble. Elle meurt le 10 août 1990 à Prague.
Ses lettres sont archivées à la Bibliothèque du Congrès. Le FBI possède 10 400 pages d’informations à son sujet.

## Œuvres
- Through Embassy Eyes (NY: Harcourt, Brace, 1939), excerpt available, UK title: My Years in Germany
- avec Charles Austin Beard, eds., Ambassador Dodd's Diary, 1933-1938 (NY: Harcourt, Brace, 1941), OCLC 395068
- Sowing the Wind (NY: Harcourt, Brace, 1945)
- The Searching Light (NY: Citadel Press, 1955)